# Leones
Leones is een plaats in het Argentijnse bestuurlijke gebied Marcos Juárez in de provincie Córdoba. De plaats telt 9.971 inwoners.

## Geboren
- Mauricio Pellegrino (5 oktober 1971), voetballer

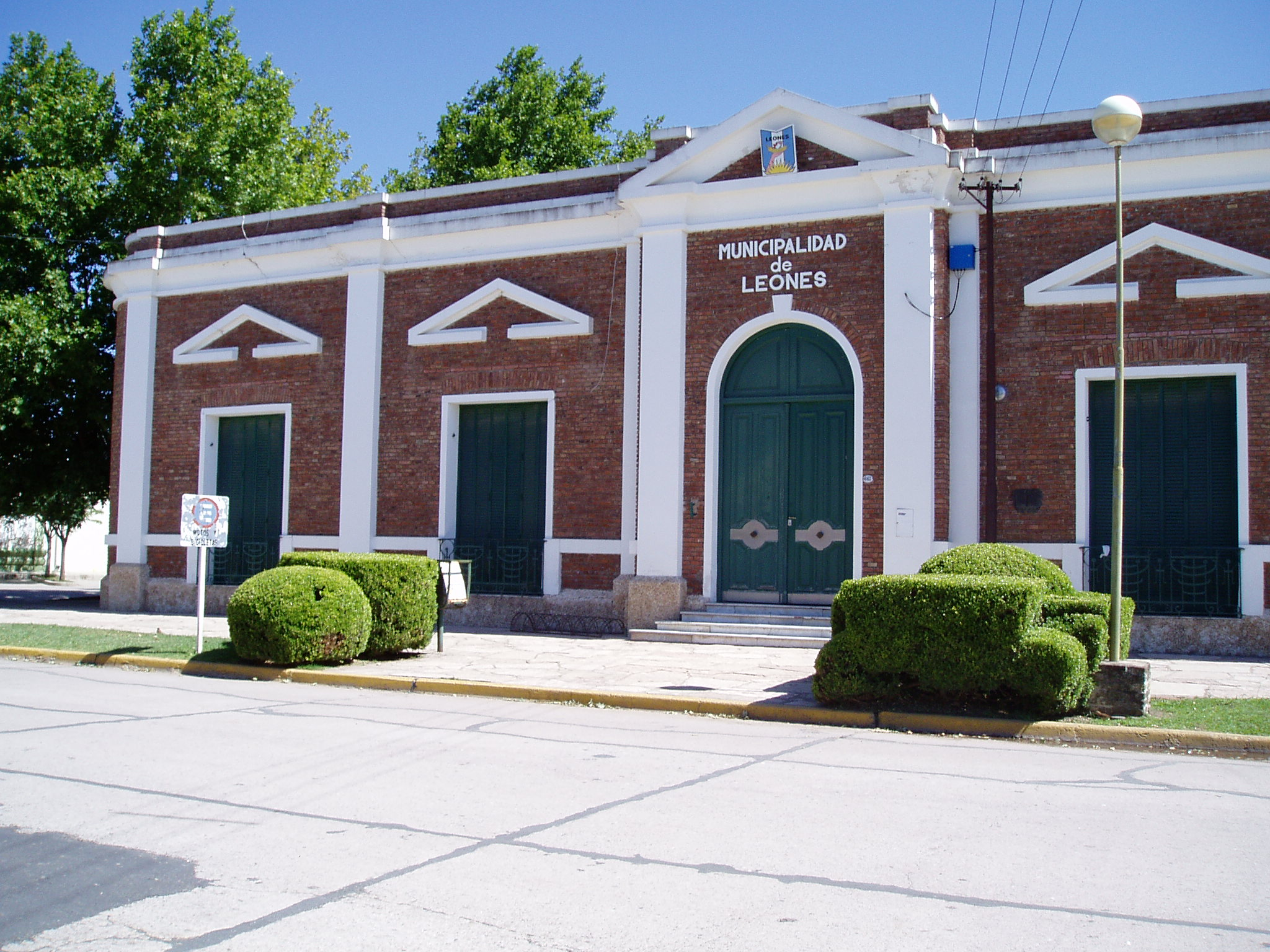
Gemeentehuis